# Dučići (Podgorica)
Pour les articles homonymes, voir Dučići.
Dučići (en serbe cyrillique : Дучићи) est un village de l'est du Monténégro, dans la municipalité de Podgorica.

## Démographie

### Évolution historique de la population
| 1948 | 1953 | 1961 | 1971 | 1981 | 1991 | 2003 |
| ---- | ---- | ---- | ---- | ---- | ---- | ---- |
| 162  | 153  | 126  | 131  | 112  | 82   | 49   |